# 南港中
南港中（なんこうなか）は、大阪府大阪市住之江区にある町名。現行行政地名は南港中一丁目から南港中八丁目。

## 地理
住之江区の北西部に位置し、東に南港東、北に南港北と接していて、他は大阪湾に接している。

## 歴史

### 沿革
- 1975年（昭和50年）2月1日、住之江区南港東一 - 九丁目地先の埋立地に、南港中一 - 七丁目を新設。
- 1976年（昭和51年）、埋立地を編入し、南港中8丁目成立[5]。

## 世帯数と人口
2024年（令和6年）9月30日現在（大阪市発表）の世帯数と人口は以下の通りである。
| 丁目                 | 世帯数     | 人口     |
| -------------------- | ---------- | -------- |
| 南港中一丁目         | 0世帯      | 0人      |
| 南港中二丁目         | 2,285世帯  | 3,656人  |
| 南港中三丁目         | 2,623世帯  | 5,143人  |
| 南港中四丁目         | 2,812世帯  | 5,016人  |
| 南港中五丁目         | 2,377世帯  | 4,592人  |
| 南港中六丁目〜八丁目 | 0世帯      | 0人      |
| 計                   | 10,097世帯 | 18,407人 |

### 人口の変遷
国勢調査による人口の推移。
| 1995年（平成7年）  | 31,120人 | [ 6 ]  |  |
| 2000年（平成12年） | 28,160人 | [ 7 ]  |  |
| 2005年（平成17年） | 25,688人 | [ 8 ]  |  |
| 2010年（平成22年） | 23,442人 | [ 9 ]  |  |
| 2015年（平成27年） | 20,868人 | [ 10 ] |  |
| 2020年（令和2年）  | 19,479人 | [ 11 ] |  |

### 世帯数の変遷
国勢調査による世帯数の推移。
| 1995年（平成7年）  | 9,831世帯 | [ 6 ]  |  |
| 2000年（平成12年） | 9,745世帯 | [ 7 ]  |  |
| 2005年（平成17年） | 9,644世帯 | [ 8 ]  |  |
| 2010年（平成22年） | 9,611世帯 | [ 9 ]  |  |
| 2015年（平成27年） | 9,196世帯 | [ 10 ] |  |
| 2020年（令和2年）  | 9,479世帯 | [ 11 ] |  |

## 学区
市立小・中学校に通う場合、学区は以下の通りとなる。なお、小学校・中学校入学時に学校選択制度を導入しており、通学区域以外に住之江区にある小学校（自宅から概ね2km以内、学校の中心から距離で1.5km以内）・中学校から選択することも可能。
| 丁目         | 街区 | 小学校                   | 中学校               |
| ------------ | ---- | ------------------------ | -------------------- |
| 南港中一丁目 | 全域 | 大阪市立南港みなみ小学校 | 大阪市立南港南中学校 |
| 南港中二丁目 | 全域 | 大阪市立南港みなみ小学校 | 大阪市立南港南中学校 |
| 南港中三丁目 | 全域 | 大阪市立南港みなみ小学校 | 大阪市立南港南中学校 |
| 南港中四丁目 | 全域 | 大阪市立南港光小学校     | 大阪市立南港北中学校 |
| 南港中五丁目 | 全域 | 大阪市立南港桜小学校     | 大阪市立南港北中学校 |
| 南港中六丁目 | 全域 | 大阪市立南港桜小学校     | 大阪市立南港北中学校 |
| 南港中七丁目 | 全域 | 大阪市立南港みなみ小学校 | 大阪市立南港南中学校 |
| 南港中八丁目 | 全域 | 大阪市立南港桜小学校     | 大阪市立南港北中学校 |

## 事業所
2021年（令和3年）現在の経済センサス調査による事業所数と従業員数は以下の通りである。
| 丁目         | 事業所数  | 従業員数 |
| ------------ | --------- | -------- |
| 南港中一丁目 | 41事業所  | 1,434人  |
| 南港中二丁目 | 86事業所  | 1,009人  |
| 南港中三丁目 | 48事業所  | 610人    |
| 南港中四丁目 | 35事業所  | 837人    |
| 南港中五丁目 | 27事業所  | 171人    |
| 南港中六丁目 | 42事業所  | 740人    |
| 南港中七丁目 | 28事業所  | 432人    |
| 南港中八丁目 | 28事業所  | 663人    |
| 計           | 335事業所 | 5,896人  |

## 交通

### 鉄道
- 大阪市高速電気軌道
  - 南港ポートタウン線 中ふ頭駅 - ポートタウン西駅 - ポートタウン東駅

### バス
2020年4月現在
- 大阪シティバス[15]
  - 17号系統：南港大橋北詰 → ポートタウン東駅前

## 施設
- 相愛大学
- 大阪市立南港光小学校
- 大阪市立南港北中学校
- 咲洲みなみ小中一貫校（大阪市立南港みなみ小学校・大阪市立南港南中学校）
- 大阪市立水都国際中学校・高等学校
- アスール幼稚園[16]
- 南港幼稚園[17]
- 咲洲病院[18]
- 住之江警察署南港中央交番
- 大阪ポートタウン西駅前郵便局[19]
- 住之江南港中郵便局[20]
- 南港ポートタウン
- 住之江消防署南港出張所
- 南港花のまち公園
- 南港太陽のまち公園
- 南港公園
- 南港海のまち公園
- 南港緑公園

## その他

### 日本郵便
- 〒559-0033[3]（集配局：住之江郵便局[21]）